# フレーザー・ウィル
フレーザー・ウィル（Frazer Will 1982年5月10日 - ）はカナダの男子柔道家。サスカチュワン州ティスデイル生まれ、同州スターシティ出身。
カナダ国内では3度の国内チャンピオンになっている。2008年には北京オリンピックの60キロ級に出場し、1回戦で敗北したものの敗者復活戦を勝ち上がり7位となっている。2009年にフランス語圏競技大会の柔道競技に出場し、3位となった。

## 参照
- カナダにおける柔道